# Akialoa
Akialoa is een uitgestorven geslacht van zangvogels uit de vinkachtigen (Fringillidae). Het is een in 1995 voorgestelde splitsing uit het geslacht Hemignathus.

## Soorten
Het geslacht kent vier soorten die alle zijn uitgestorven:
- Akialoa ellisiana – Oahu-akialoa
- Akialoa lanaiensis – Lanai-akialoa
- Akialoa obscura – Kleine akialoa
- Akialoa stejnegeri – Kauai-akialoa